# Kirche von Chêne-Pâquier

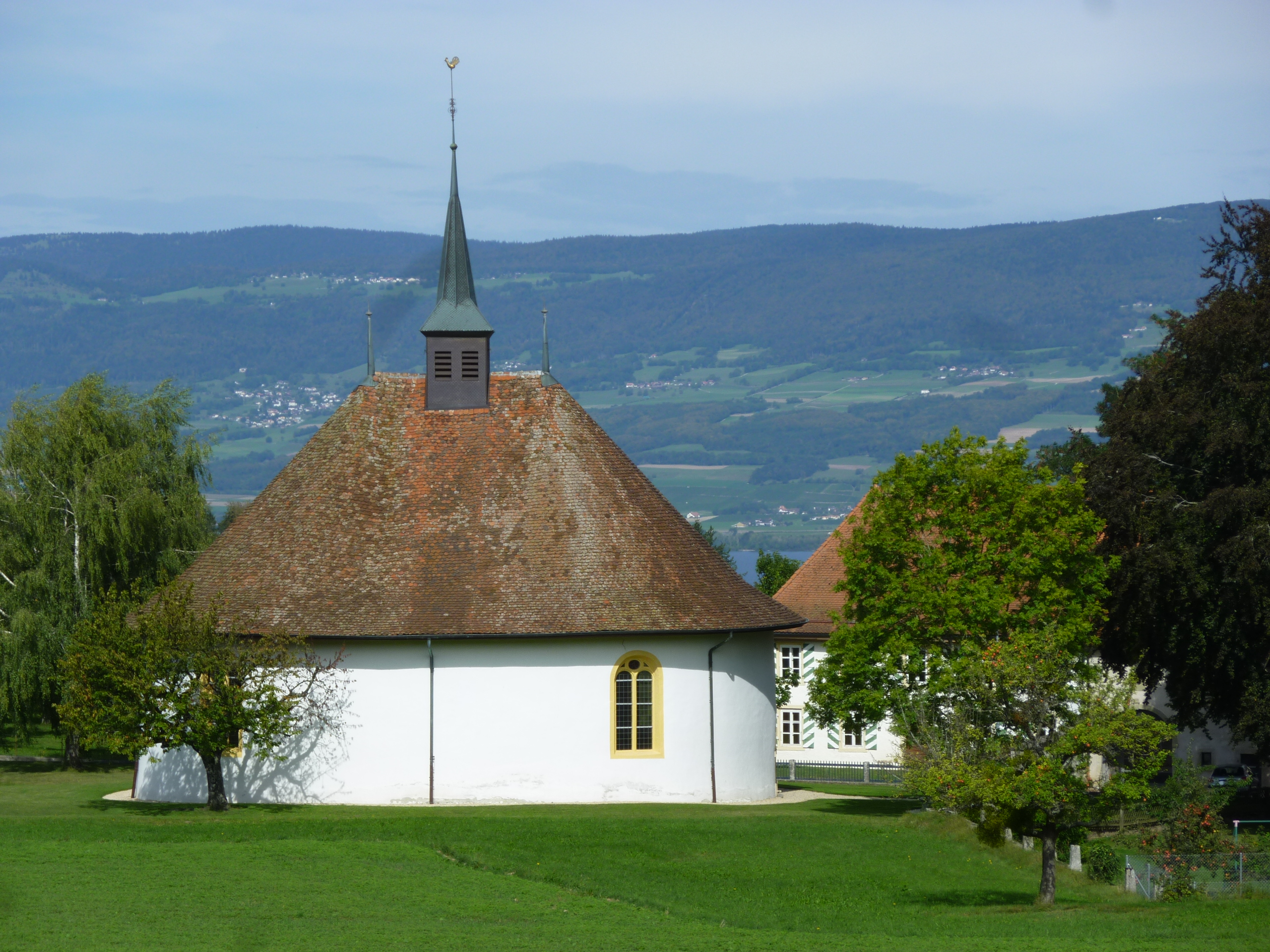
Kirche von Chêne-Pâquier

Die Kirche von Chêne-Pâquier ist die älteste Ovalkirche der Schweiz. Sie wurde im Jahre 1667 von dem Berner Architekten Abraham Dünz als reformierte Kirche erbaut und 1903 sowie in den Jahren 1963 bis 1973 restauriert. Chêne-Pâquier gehörte von 1798 bis 2007 zum Bezirk Yverdon-les-Bains und ab 2008 zum Distrikt Jura-Nord vaudois im Kanton Waadt. Die 100 Seelen-Gemeinde besteht aus den Weilern Le Chêne und Le Pâquier und gehört zur Église Évangélique Réformée du canton de Vaud. Sie gehörte zur Herrschaft Saint-Martin-du-Chêne.
Das Gebäude trägt über dem Satteldach einen quadratischen Dachreiter. Die Renaissance-Fassade zieren Masswerkfenster und ein Steinportal. Über dem Portal erinnert eine Inschrift daran, dass die Kirche die alte Pfarrkirche von St-Martin-du-Chene ersetzte, die bereits 1228 Pfarrkirche wurde. Darunter findet sich das Datum 1667 und die Initialen „D P“, des Steinmetzes Daniel Potterat aus Chavannes-le-Chêne. Den ungeteilten Innenraum überdeckt eine von vier Stützen getragene Balkendecke.
Der Grundriss hat den Temple de Paradis in Lyon zum Vorbild, das älteste hugenottische Gebäude, von dem man eine Abbildung besitzt. Der 1564 erbaute Temple stellt die erste Etappe der Entwicklung einer architektonischen Lösung für den protestantischen Gottesdienst dar, wurde aber bald zerstört. Das Gotteshaus von Chêne-Pâquier ist als Querkirche konzipiert, was bedeutet, dass Taufstein und Kanzel auf der Mittelachse der längeren Seite zu liegen kommen. Dieses Raumkonzept wurde hier erstmals in der Schweiz angewandt und sollte den reformierten Kirchenbau nachhaltig beeinflussen.